# 远足三冠王

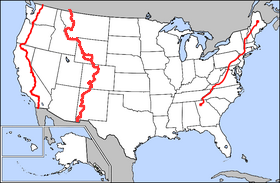
(從左到右) 太平洋屋脊步道，大陆分水岭路径及阿帕拉契步道

远足三冠王一般是指美国主要三大長距離遠足徑： 
- 太平洋屋脊步道：2,663英里（4,290）[1]，貫穿美國西部荒野，途径內華達山脈及喀斯喀特山脉的最高山峰，从墨西哥跨越到加拿大並经过加利福尼亚州、俄勒冈州以及华盛顿州。

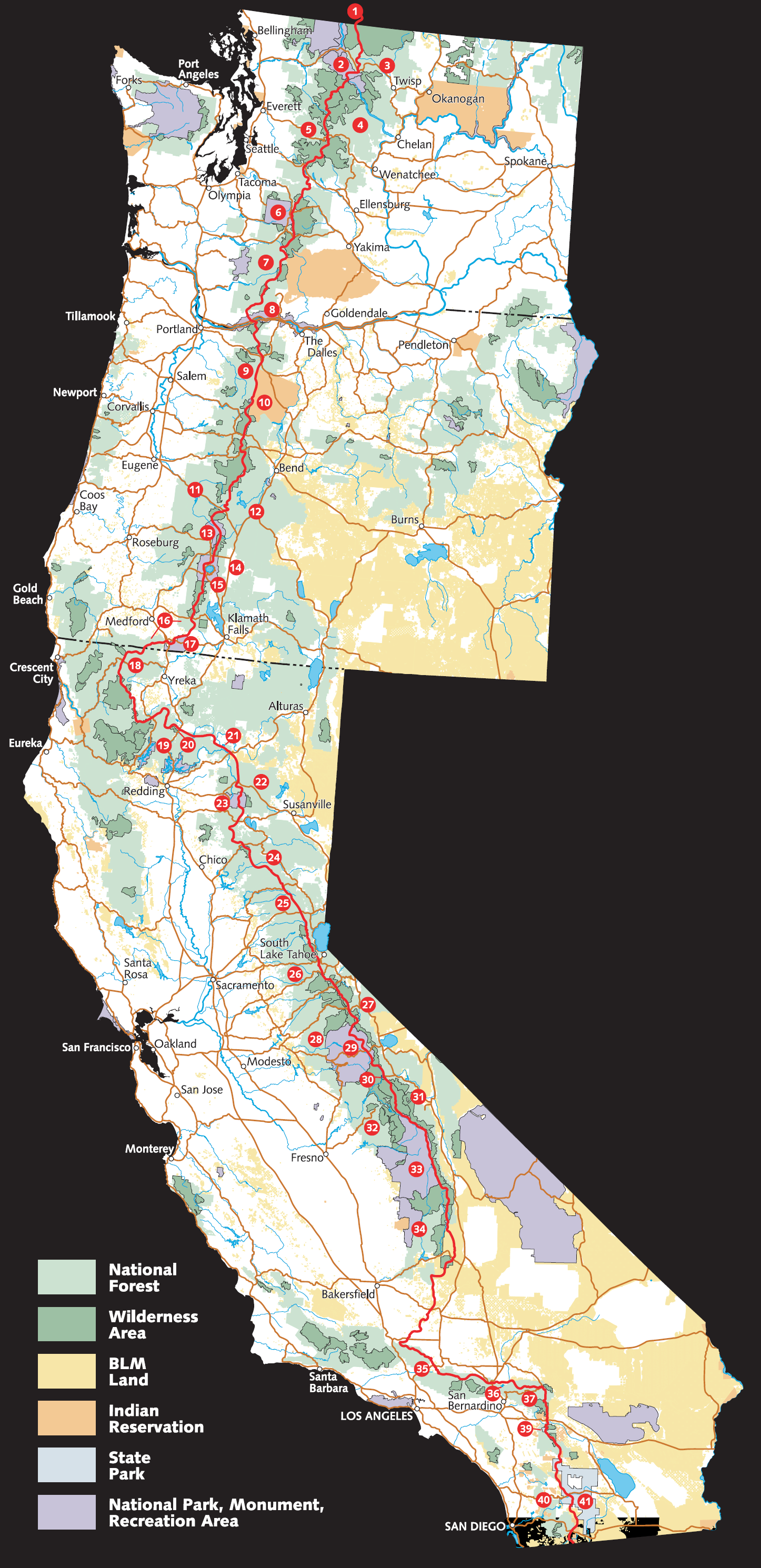
太平洋屋脊步道上美國林務局小冊內的地圖

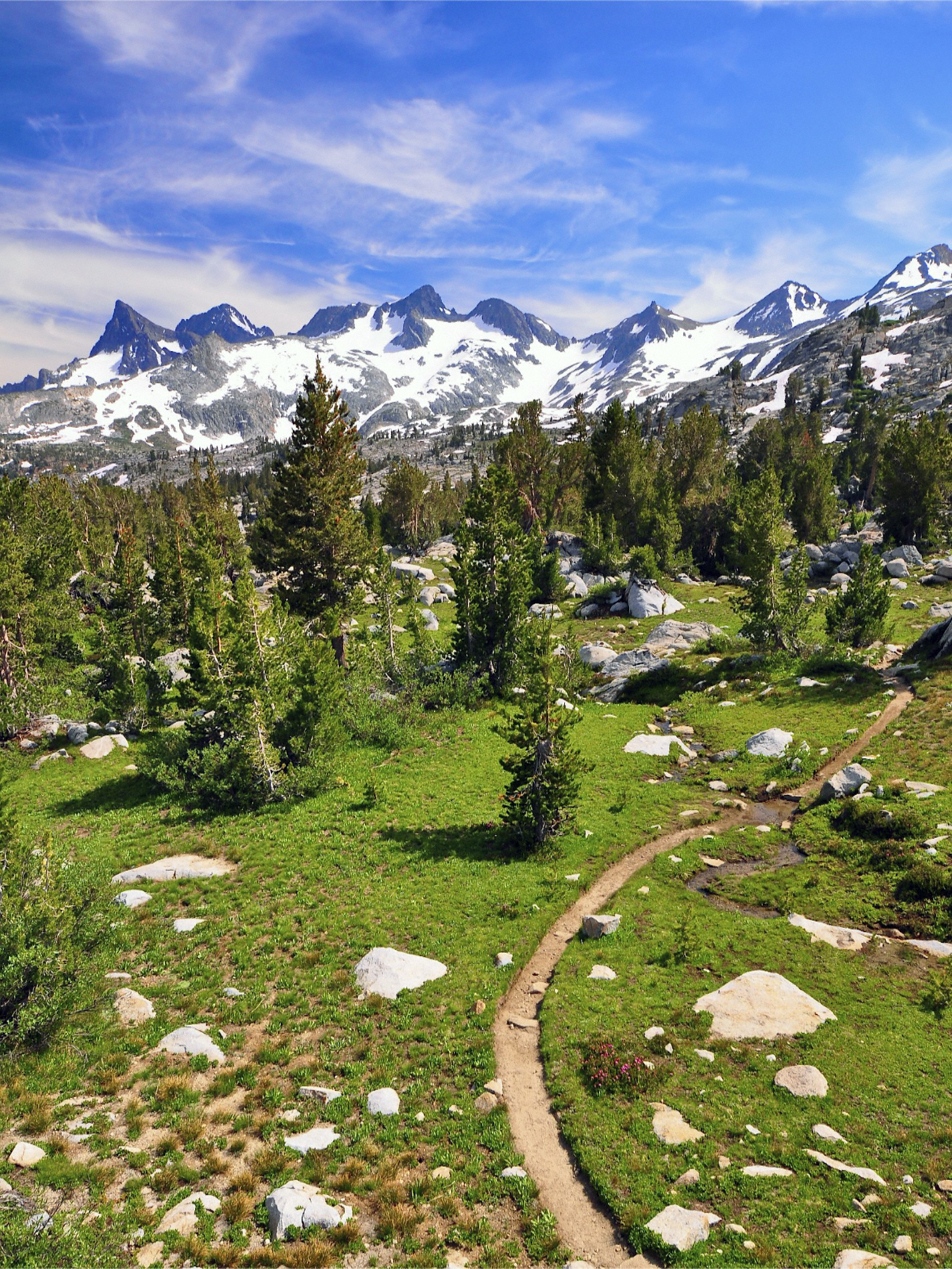
太平洋屋脊步道上安塞爾·亞當斯荒野

- 阿帕拉契小徑：2,200英里（3,500）[2]，美國東部著名的徒步路徑，連接喬治亞州的史賓那山和緬因州的卡塔丁山，中間經過喬治亞州、北卡羅萊納州、田納西州、弗吉尼亞州、西維珍尼亞州、馬利蘭州、賓夕法尼亞州、新澤西州、紐約州、康乃狄克州、麻薩諸塞州、佛蒙特州、新罕布什爾州和緬因州。

阿帕拉契小徑的地图

- 大陆分水岭路径：3,100英里（5,000）[3], 从加拿大跨越到墨西哥並途径蒙大拿州、爱达荷州、怀俄明州、科罗拉多州以及新墨西哥州，貫穿美國西部荒野、途径落基山脉。

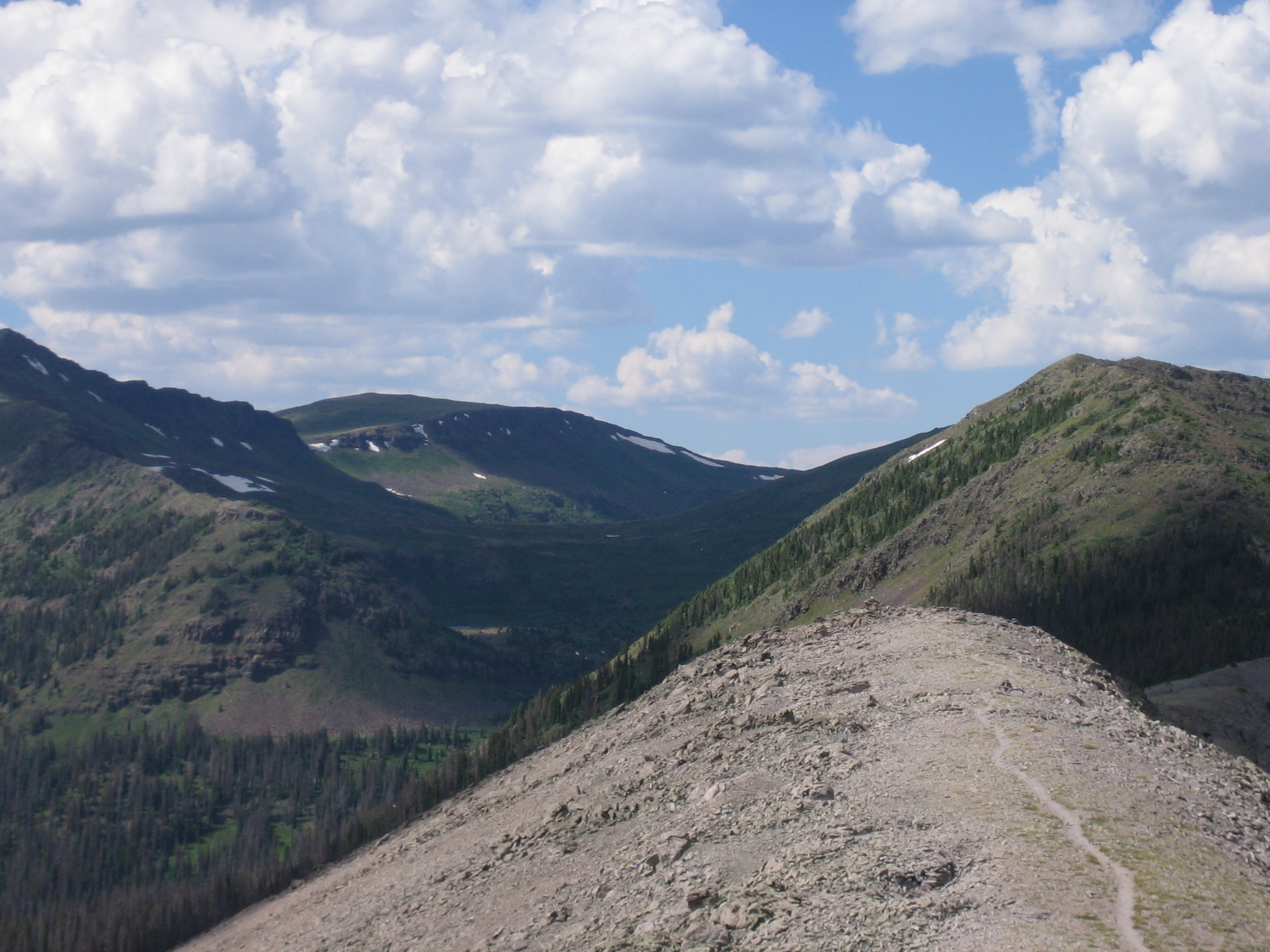
大陆分水岭路径上科罗拉多州韋明努歇原野

这三条長距離遠足徑的总长大约是 7,963英里（12,815）; 垂直幅度远大于1,000,000英尺（300,000） (190英里)。这三条远足路径总共会途径美国22个州。  American Long Distance Hiking Association - West 简称(ALDHA-WEST)是唯一记载这一远足创举的组织。每年秋天，在ALDHA-West大会上会授予远足三冠王的荣誉，来赞誉他们的壮举。截止2015年4月份，共有230名远足者被授予远足三冠王的桂冠。 
年仅13岁的Reed Gjonnes是完成远足三冠王里最年轻的远足者。她和她父亲一起在2011年远足太平洋屋脊步道， 2012年阿帕拉契小徑, 以及2013年大陆分水岭路径。

## 历史
第一位实现远足三冠王的人是Eric Ryback。Ryback在16岁时完成阿帕拉契小徑。1970年他完成太平洋屋脊步道，于1971年出书《Eric Ryback的最难征程:从加拿大步行到墨西哥》。他在1972年完成Continental Divide Trail步道，于1972年出版第二本书《终极旅程》。

## 背靠背
第一位背靠背远足三冠王的人是来自北爱尔兰的Matthew Hazley，他于2005年花了239天，穿破13双鞋，共远足12,110（7,520英里）来实现这一壮举。

## 参照
1. ↑  Pacific Crest Trail Association. . Pacific Crest National Scenic Trail: Online Map and Guide - Mexico to Canada. United States Forest Service.   [2010-12-30]. （原始内容存档于2011-02-01）.
2. ↑  Gailey, Chris (2006). "Appalachian Trail FAQs" （页面存档备份，存于） Outdoors.org (accessed September 14, 2006)
3. ↑  Karen Berger. . Gorp.   [2009-11-25]. （原始内容存档于2010-05-13）.
4. ↑  Glenn Adams, Associated Press Writer. . Washington Post. October 27, 2001  [2009-11-25]. （原始内容存档于2010-06-01）.
5. ↑  .   [2015-04-09]. （原始内容存档于2015-02-03）., American Long Distance Hiking Association - West
6. ↑  "Triple Crown" （页面存档备份，存于）, American Long Distance Hiking Association - West
7. ↑  Amelia Templeton. . OPB. August 18, 2011. （原始内容存档于2013年10月23日）.
8. ↑  Kitson Jazynka. . Washington Post. June 25, 2012  [October 22, 2013]. （原始内容存档于2013-11-23）.
9. ↑  . Spokesman-Review. September 22, 2013  [October 22, 2013]. （原始内容存档于2015-04-02）.
10. ↑  .   [2015-04-09]. （原始内容存档于2013-11-10）.